# 県道187号 (台湾)
県道187号（けんどう187ごう）は、屏東県内埔郷水門から同県東港鎮を結ぶ、全長39.892kmの台湾の県道である。県道185号と台1線と県道189号のそれぞれと重複区間がある。

## 通過する自治体
- 屏東県
  - 内埔郷
  - 万巒郷
  - 潮州鎮
  - 崁頂郷
  - 東港鎮

## 接続する道路
- 台24線
- 県道185号
- 県道187甲線
- 台1線
- 台1線
- 県道187乙線
- 台1線
- 県道189号
- 県道189号
- 国道3号（高架橋に下の道路）
- 県道187乙線
- 台17線
- 台17線

## 施設
- 隘寮国小学校
- 崇文高級中学
- 崇文国小学校
- 国立屏東科技大学
- 泰安国小学校
- 育英国小学校
- 内埔国小学校
- 美和高級中学
- 崁頂国小学校
- 東興国小学校
- 東港国小学校
- 東港高級中学
- 以粟国小学校

## 支線

### 甲線
県道187号甲線（けんどう187ごうこうせん）は、屏東県内埔郷龍泉から同県万丹郷下蚶堤防を結ぶ、全長計19.335kmの台湾の県道である。県道187号と重複区間がある。

#### 通過する自治体
- 屏東県
  - 内埔郷
  - 万丹郷

#### 接続する道路
- 県道187号
- 台1線
- 台27線
- 県道189号
- 県道189甲線

#### 施設
- 東勢国小学校
- 東寧国小学校

### 乙線
県道187号乙線（けんどう187ごうおつせん）は、屏東県万巒郷から同県東港鎮海坪を結ぶ、全長21.570kmの台湾の県道である。

#### 通過する自治体
- 屏東県
  - 万巒郷
  - 潮州鎮
  - 新埤郷
  - 南州郷
  - 東港鎮

#### 接続する道路
- 県道187号
- 県道189号
- 国道3号（インターチェンジ）
- 県道187号

#### 施設
- 大成国小学校
- 南州インターチェンジ
- 慈惠医護管理専科学校

### 丙線
県道187号丙線（けんどう187ごうへいせん）は、屏東県九如郷過田から同県内埔郷大埔を結ぶ、全長19.827kmの台湾の県道である。国道3号高架橋に下の道路がある。

#### 通過する自治体
- 屏東県
  - 九如郷
  - 長治郷
  - 内埔郷

#### 接続する道路
- 台3線
- 国道3号（高架橋に下の道路）
- 国道3号（計画中）・台27線
- 国道3号（インターチェンジ）・台24線
- 国道3号（高架橋に下の道路）
- 県道187甲線
- 県道187号

#### 施設
- 屏東インターチェンジ
- 長治インターチェンジ